# Ludwig Averkamp
Ludwig Averkamp (Velen, 16 febbraio 1927 – Amburgo, 29 luglio 2013) è stato un arcivescovo cattolico tedesco.

## Biografia
Ludwig Averkamp è nato a Velen il 16 febbraio 1927.

### Formazione e ministero sacerdotale
Frequentò la scuola elementare di Velen dal 1933 al 1938 e la scuola di grammatica di Borken dal 1938. Nel 1943 fu mobilitato come assistente della Luftwaffe e l'anno successivo prestò il servizio di lavoro obbligatorio. Nel 1947 ottenne il diploma di scuola superiore. Lo stesso anno entrò nel seminario di Münster e studiò filosofia e teologia cattolica all'Università di Münster e a Roma.
Il 10 ottobre 1954 fu ordinato presbitero per la diocesi di Münster a Roma dall'arcivescovo Ettore Cunial. Nel 1957 concluse gli studi con il dottorato in teologia con una tesi sulla gioia cristiana nelle lettere di Paolo. In seguito fu cappellano ad Ahsen e Rheine dal 1957 al 1959; preside della scuola superiore vescovile e del Collegium Johanneum a Ostbevern, vicino a Münster, dal 1959 al 1965; preside del Collegium Borromaeum di Münster dal 1964 al 1971 e rettore del seminario vescovile di Münster dal 1971 al 1973.

### Ministero episcopale
Il 18 gennaio 1973 papa Paolo VI lo nominò vescovo ausiliare di Münster e titolare di Tapso. Ricevette l'ordinazione episcopale il 24 febbraio successivo nella cattedrale diocesana dal vescovo di Münster Heinrich Tenhumberg, co-consacranti i vescovi ausiliari Heinrich Baaken e Laurenz Böggering. Prestò servizio come vescovo regionale del settore del Basso Reno con sede a Xanten fino al 1986.
Il 7 novembre 1985 papa Giovanni Paolo II lo nominò vescovo coadiutore di Osnabrück. Il 9 settembre 1987 succedette alla medesima sede.
Il 24 ottobre 1994 lo stesso papa Giovanni Paolo II restaurò l'antica arcidiocesi di Amburgo (sul territorio della diocesi di Osnabrück che aveva annesso nel 1930 queste zone, già del vicariato apostolico della Germania settentrionale), e lo nominò primo arcivescovo metropolita. Prese possesso dell'arcidiocesi il 7 gennaio successivo alla presenza dal nunzio apostolico Lajos Kada. L'arcidiocesi di Amburgo è la più vasta della Germania.
In seno alla Conferenza episcopale tedesca fu membro della IV commissione per le professioni spirituali e i servizi ecclesiali e della VIII commissione per la scienza e la cultura.
Il 16 febbraio 2002 papa Giovanni Paolo II accettò la sua rinuncia al governo pastorale della diocesi per raggiunti limiti di età.
Era membro onorario della confraternita KDSt.V. Wiking Hamburg e canonico onorario del duomo di Münster.
Dopo il ritiro continuò a vivere ad Amburgo dove morì il 29 luglio 2013 all'età di 86 anni dopo una lunga infermità causata da due ictus. È sepolto nella cripta del duomo di Amburgo.

## Opere
- Von den Quellen und Wirkungen der christlichen Freude, nach den Paulusbriefen (Dissertation). Münster 1962.
- con Ludwig Bertsch: Priesterliche Lebensform. Neunzehn Beiträge. Bild- und Text-Impulse, Sekretariat der deutschen Bischofskonferenz, Bonn 1984.
- Das Erzbistum Hamburg nach einem Jahr – Situation und Aufgaben. Übersee-Club, Amburgo 1996.
- Weg-Markierungen. Predigten und Vorträge von Erzbischof Ludwig Averkamp. Sankt Ansgar Verlag, Hamburg 1998, ISBN 3-932379-13-6.
- Im Dienst des Evangeliums – für die Hoffnung der Welt. Worte des Erzbischofs aus den Gründerjahren im neuen Erzbistum Hamburg. Sankt Ansgar Verlag, Amburgo 2002, ISBN 3-932379-18-7.

## Genealogia episcopale e successione apostolica
La genealogia episcopale è:
- Cardinale Scipione Rebiba
- Cardinale Giulio Antonio Santori
- Cardinale Girolamo Bernerio, O.P.
- Arcivescovo Galeazzo Sanvitale
- Cardinale Ludovico Ludovisi
- Cardinale Luigi Caetani
- Cardinale Ulderico Carpegna
- Cardinale Paluzzo Paluzzi Altieri degli Albertoni
- Papa Benedetto XIII
- Papa Benedetto XIV
- Papa Clemente XIII
- Cardinale Marcantonio Colonna
- Cardinale Giacinto Sigismondo Gerdil, B.
- Cardinale Giulio Maria della Somaglia
- Cardinale Carlo Odescalchi, S.I.
- Vescovo Eugène de Mazenod, O.M.I.
- Cardinale Joseph Hippolyte Guibert, O.M.I.
- Cardinale François-Marie-Benjamin Richard
- Cardinale Pietro Gasparri
- Arcivescovo Cesare Orsenigo
- Cardinale Josef Frings
- Vescovo Michael Keller
- Vescovo Heinrich Tenhumberg
- Vescovo Ludwig Averkamp

La successione apostolica è:
- Vescovo Hans-Jochen Jaschke (1989)